# 雙鉤葉屬
雙鉤葉屬（拉丁語：Dioncophyllum）為雙鉤葉科單型的植物屬，相當於本屬唯一種類──托倫雙鉤葉（學名：Dioncophyllum thollonii）。本種為藤本植物，全長可達30 - 40公尺，原產於西非的熱帶雨林，證實可發現於加彭、剛果共和國、刚果民主共和国。本種如同其他的熱帶藤本植物，需要高溫與高度的濕氣。 

## 語源學
本屬的名稱是取自科名，源自於希臘語（di= 成雙；onco= 爪形；phyllum= 葉片），歸因於葉上的兩個鉤爪狀攀附器官。種名則是對托倫（Thollon）表示敬意，他於1888年發現本種植物。

## 外部連結
- （英文） Aluka - Dioncophyllum tholloni Baill.[永久] 托倫雙鉤葉的臘葉標本